# Quiebra financiera

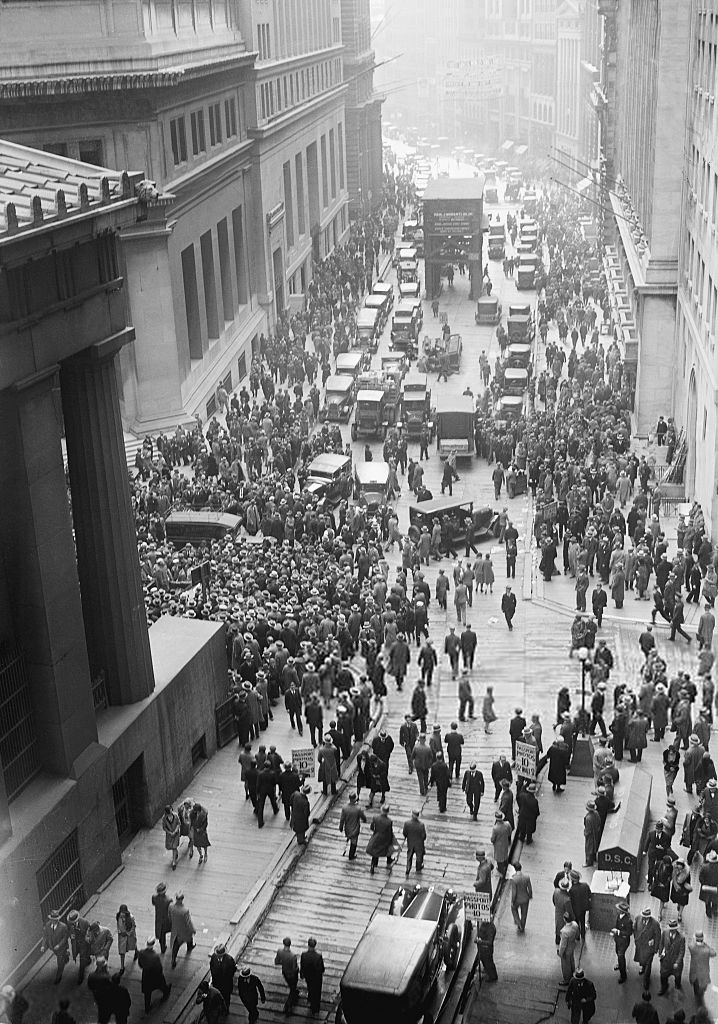
Muchedumbre reunida en Wall Street después del crac de 1929.

Una quiebra financiera, llamada también crac financiero, es un repentino y dramático descenso de los precios de mercado a lo largo de una sección transversal del mercado de valores. Las quiebras van acompañadas tanto de pánico como de otros factores económicos subyacentes. A menudo son consecuencia de especulaciones y burbujas económicas.
Las quiebras financieras son, de hecho, un fenómeno social donde se combinan eventos económicos externos con comportamientos masivos y psicológicos en un bucle de realimentación positiva, donde las ventas de ciertos agentes del mercado conducen a otros agentes también a vender. En general, una quiebra ocurre bajo las siguientes condiciones:[cita requerida] un periodo prolongado de subida de los precios y optimismo económico excesivo; un mercado donde las tasas precio-beneficio sobrepasan los niveles medios a largo plazo; y un uso extenso del margen de endeudamiento por los agentes del mercado.
No hay una definición numérica específica para una quiebra, pero el término se aplica comúnmente a una brusca pérdida porcentual de dos dígitos en un índice de mercado a lo largo de un periodo de varios días. Las quiebras se distinguen a menudo de los mercados bajistas por el pánico en las ventas a las abruptas y dramáticas caídas de los precios. Los mercados bajistas son periodos de descenso de los precios de mercado que se registran en plazos de meses o años. Aunque las quiebras financieras se asocian a menudo con mercados bajistas, ambos no van, necesariamente, de la mano. La quiebra de 1987, por ejemplo, no llevó a un mercado bajista. Así mismo, el mercado bajista del japonés Nikkei de los 90 ocurrió durante varios años sin una quiebra notable.

## Crac del 29
La economía había estado creciendo robustamente durante la mayor parte de los llamados Felices Años Veinte. Fue una edad tecnológica dorada, donde se desarrollaron y adoptaron innovaciones como la radio, el automóvil, la aviación, el teléfono y el transporte de energía eléctrica. Las compañías que habían iniciado estos avances, como la Radio Corporation of America (RCA) y la General Motors, vieron dispararse sus existencias.

## Principales crisis económico-financieras
- Crac del 29 y Gran Depresión
- Caída de la bolsa de 1962
- Lunes negro (1987)
- Gran Recesión de 2008
- Colapso del mercado de valores de 2020